# Grandval
Grandval je obec v okrese Bernský Jura v kantonu Bern ve Švýcarsku. Žije zde 404 obyvatel.

## Geografie

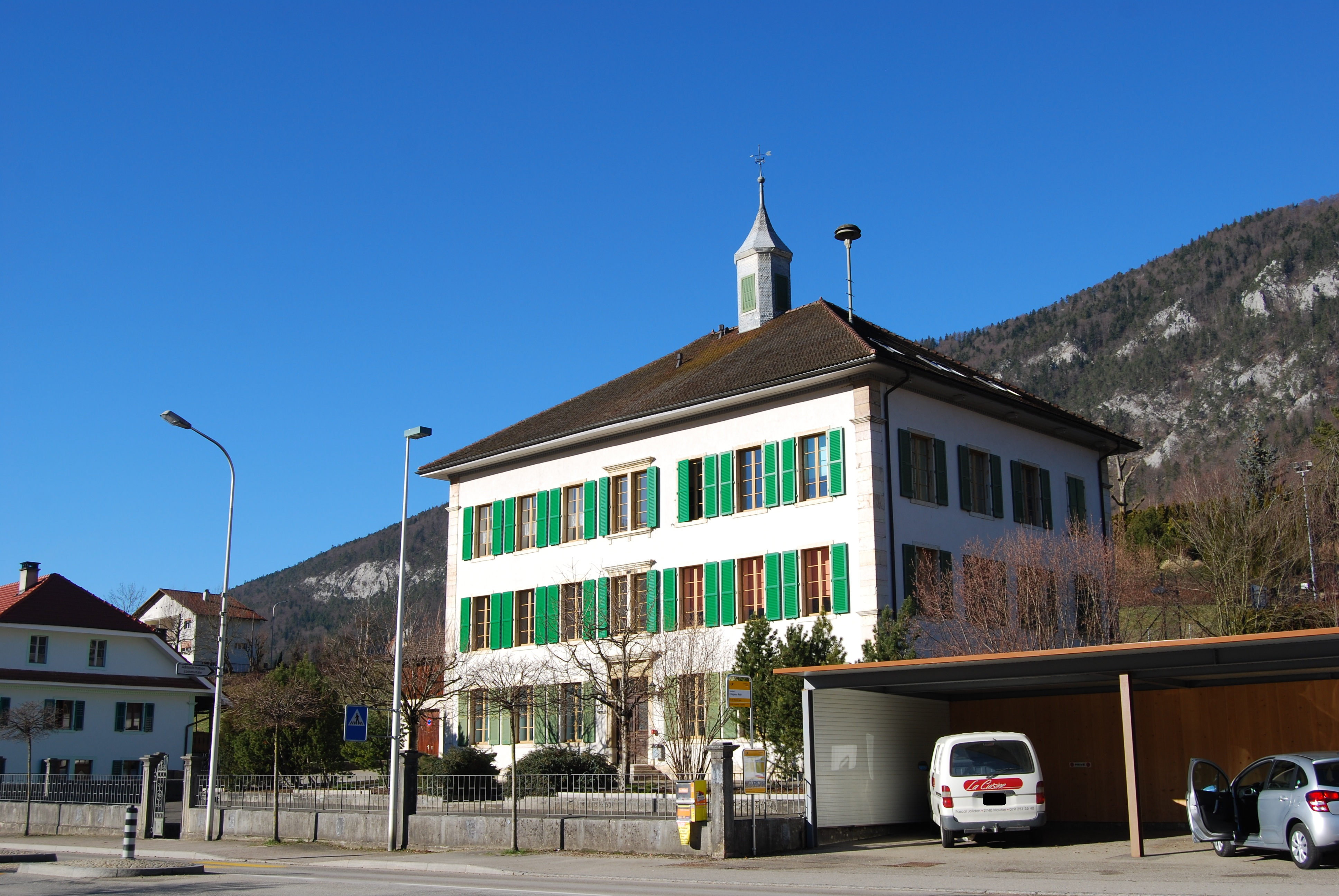
Původní budova školy

Grandval leží v nadmořské výšce 588 m, vzdušnou čarou 4 km východně od městečka Moutier. Vesnice se rozkládá po obou březích potoka La Raus v oblasti Cornet, východní části jurského údolí, které je známé také jako Grand Val.
Území obce o rozloze 8,2 km² pokrývá úzký pás údolní pánve Grand Val. Na severu oblast zasahuje až k náhorní plošině jurského masivu Mont Raimeux, kde se nachází nejvyšší bod obce ve výšce 1302 m n. m. Náhorní plošinu pokrývají rozsáhlé jurské vysokohorské pastviny s typickými mohutnými smrky, které zde stojí buď jednotlivě, nebo ve skupinách. Jižní svah Mont Raimeux je v oblasti Grandval velmi strmý a je protkán nápadnými skalními výchozy a skalními průrvami. Na jihu zasahuje území obce až k hřebenu Oberdörferbergu (až 1233 m n. m.), který tvoří východní pokračování masivu Graitery. Jihovýchodní hranice probíhá po hřebeni Dos les Rochattes, který tvoří levé křídlo soutěsky Gänsbrunnen. V roce 1997 tvořila 4 % rozlohy obce zastavěná plocha, 51 % lesy a lesní porosty, 44 % zemědělství a o něco méně než 1 % neproduktivní půda.
Součástí Grandvalu je zemědělská osada Raimeux de Grandval (1288 m n. m.) na širokém návrší poblíž vrcholu Mont Raimeux a několik samostatných zemědělských usedlostí. Sousedními obcemi Grandvalu jsou Eschert, Belprahon, Roches a Crémines v kantonu Bern, Courrendlin v kantonu Jura a Welschenrohr-Gänsbrunnen v kantonu Solothurn.

## Historie
První písemná zmínka o Grandvalu pochází z doby kolem roku 900 a nese název Grandis vallis („velké údolí“). V letech 917 a 938 byla vesnice zpustošena Maďary. Ještě před přelomem prvního tisíciletí je v Grandvalu zmiňován kostel, což naznačuje, že oblast Cornet byla v té době poměrně hustě osídlena.
Až do konce 18. století patřila obec k opatství Moutier-Grandval pod jurisdikcí basilejského knížecího biskupství. V letech 1797–1815 patřil Grandval k Francii a zpočátku byl součástí départementu Mont-Terrible, který byl v roce 1800 sloučen s départementem Haut-Rhin. Na základě rozhodnutí Vídeňského kongresu v roce 1815 se obec stala součástí okresu Moutier v kantonu Bern. Od roku 1967 zde probíhá spolupráce na komunální úrovni se sousedními obcemi v oblasti zásobování vodou, čištění odpadních vod a základní školy. Při jurských plebiscitech se obec vždy vyslovila pro to, aby zůstala součástí kantonu Bern.

## Obyvatelstvo
| Vývoj počtu obyvatel | Vývoj počtu obyvatel | Vývoj počtu obyvatel | Vývoj počtu obyvatel | Vývoj počtu obyvatel | Vývoj počtu obyvatel | Vývoj počtu obyvatel | Vývoj počtu obyvatel | Vývoj počtu obyvatel | Vývoj počtu obyvatel | Vývoj počtu obyvatel | Vývoj počtu obyvatel |
| -------------------- | -------------------- | -------------------- | -------------------- | -------------------- | -------------------- | -------------------- | -------------------- | -------------------- | -------------------- | -------------------- | -------------------- |
| Rok                  | 1850                 | 1900                 | 1910                 | 1930                 | 1950                 | 1960                 | 1970                 | 1980                 | 1990                 | 2000                 |                      |
| Počet obyvatel       | 261                  | 287                  | 314                  | 319                  | 370                  | 393                  | 426                  | 371                  | 346                  | 368                  |                      |

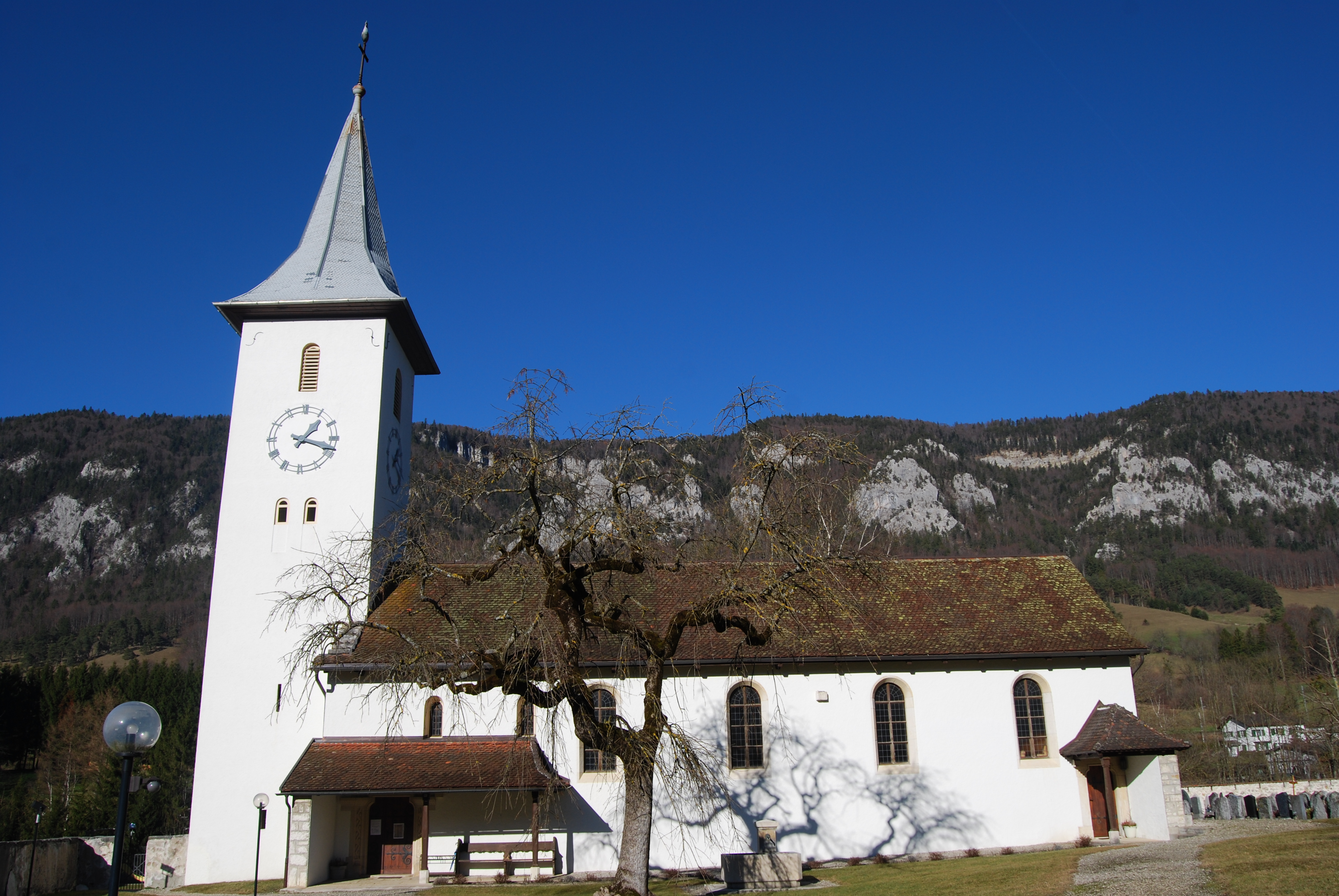
Kostel sv. Martina

Většina obyvatel (k roku 2000) hovoří francouzsky (315, tj. 85,6 %), druhým nejčastějším jazykem je němčina (44, tj. 12,0 %) a třetím italština (3, tj. 0,8 %).

## Hospodářství
Až do začátku 20. století se Grandval vyznačoval především zemědělstvím. Byl zde také mlýn a význam mělo také hrnčířství a tkalcovství plátna, především domácí výroby. S rozvojem průmyslu obráběcích strojů v údolí Moutier od roku 1880 se v Grandvalu usadila také řada firem zabývajících se přesným strojírenstvím a strojírenskou výrobou. V posledních desetiletích se obec postupně rozvíjela jako rezidenční obec. Mnoho zaměstnanců dojíždí za prací do Moutier.

## Doprava

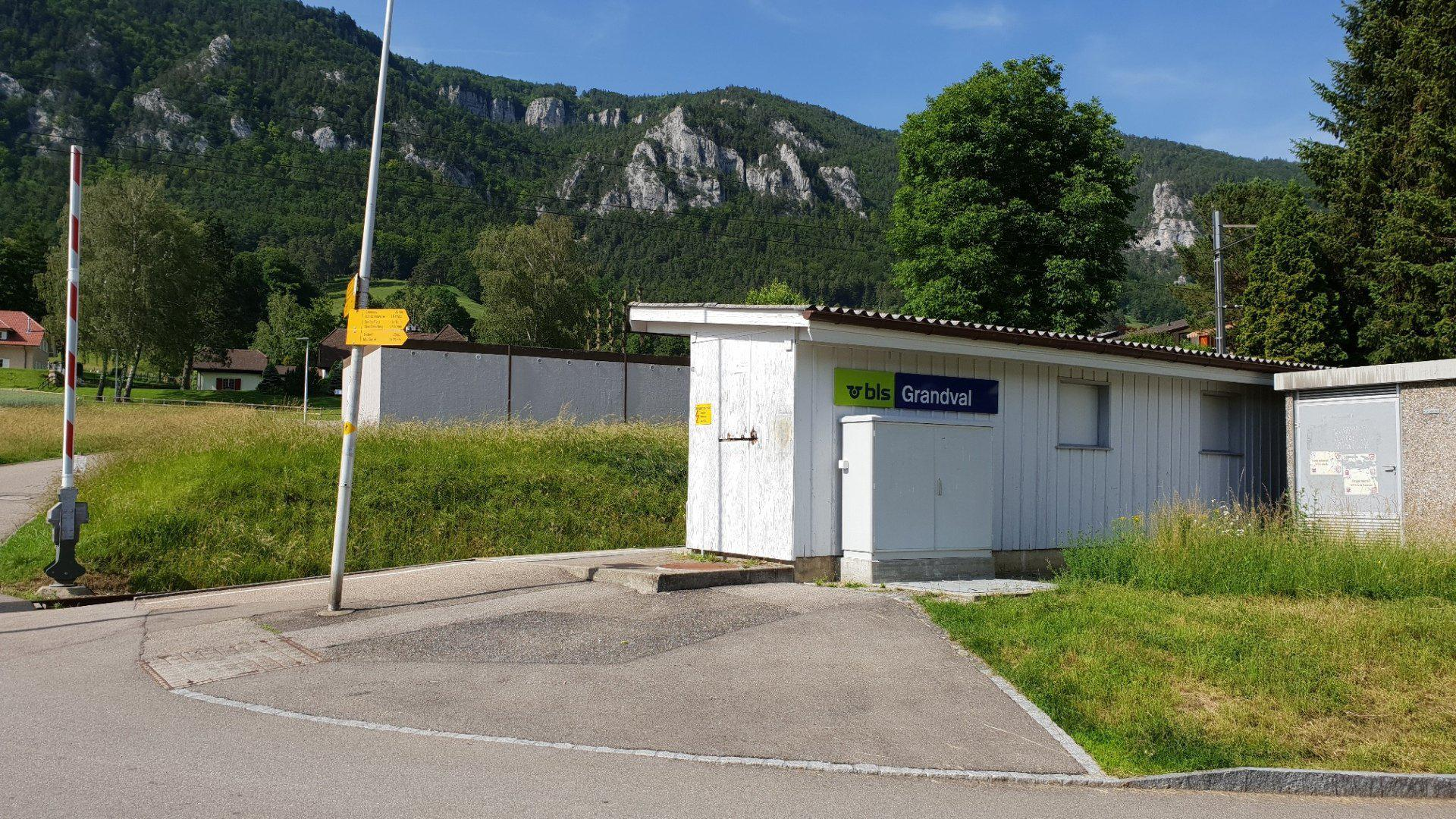
Železniční zastávka Grandval

Obec má dobré dopravní spojení. Leží na hlavní silnici z Moutier do Balsthalu. Dne 1. srpna 1908 byla otevřena trať Solothurn–Moutier společnosti Solothurn-Münster-Bahn z Moutier tunelem Weissenstein do Solothurnu se zastávkou v Grandvalu.

## Osobnosti
- Germanus z Grandvalu (asi 612–675), mnich a opat opatství Moutier-Grandval